# Bonaventura da Lama
Bonaventura Quarta da Lama (San Pietro in Lama, 1650 – 1739) è stato un religioso, storico e scrittore italiano.

## Biografia
Il Bonaventura, appartenente all'ordine dei frati minori riformati, dimorò presso il convento dei Francescani di Lequile, nei pressi di Lecce.
Nella sua vita si occupò di studi importanti, tra cui la pubblicazione in latino della Cronica de' minori osservanti riformati della provincia di S. Nicolò. In quest'opera il frate ricostruisce la storia di tutti i conventi, nonché dei fatti in generale, della Provincia di San Nicola (ovvero della Terra di Bari).

## Opere
- Cronica de' minori osservanti riformati della provincia di S. Nicolò (1723-1724)